# Komarani
Komarani es un pueblo ubicado en la municipalidad de Nova Varoš, en el distrito de Zlatibor, Serbia.

## Superficie
Posee una superficie de 19,30 kilómetros cuadrados.

## Demografía
Hasta 2011 la población era de 296 habitantes, con una densidad de población de 15,34 habitantes por kilómetro cuadrado.